# Supporters' Shield
O Supporters' Shield é o troféu anual entregue à equipe com a melhor campanha da temporada regular da Major League Soccer, conforme determinado pelo sistema de pontos. Originalmente, este prêmio, não reconhecido pela liga, foi concedido por torcedores – daí seu nome. Foi criado em 1999, quando premiou o Los Angeles Galaxy pela temporada de 1998. Foi concedido retroativamente para os anos de 1996 e 1997. Ele ecoa a prática das principais ligas mundiais, em que o time com mais pontos no final da temporada é o campeão.
Em fevereiro de 2006, os dirigentes da MLS decidiram que o vencedor do Supporters' Shield garantiria uma vaga na Liga dos Campeões da CONCACAF (se a equipe for sediada nos Estados Unidos).

## História

### Concepção do Troféu
Quando a Major League Soccer teve sua temporada inaugural em 1996, a liga se assemelhava as demais ligas norte-americanas contemporâneas. Após a temporada regular, a campanha culminava nos playoffs da MLS Cup, a caminho do jogo do título, a MLS Cup. O clube com a melhor campanha da temporada regular recebeu o chaveamento mais favorável nos playoffs.
Em 1997, o torcedor Nick Lawrus propôs a noção de um "Supporters' Scudetto", uma vez que o Tampa Bay Mutiny, clube com a melhor campanha da temporada regular, foi derrotado na MLS Cup de 1996. Um comitê composto por membros de todos as torcidas das equipes da MLS mudou o nome para "Supporters' Shield", mas devido a divergências entre os membros da comissão, a proposta não se concretizou.
No ano seguinte, outro grupo liderado pelo entusiasta de futebol Sam Pierron tentou reviver a ideia, dando um prêmio aos campeões da temporada regular. Como a MLS se recusou a financiar a ideia, Pierron começou a levantar fundos para comprar um troféu com a ajuda de torcedores de vários clubes da MLS. A captação de recursos foi reforçada por uma doação do comentarista da ESPN, Phil Schoen. No final, quase US$ 3.000 (três mil dólares) foram doados para a entrega do troféu, que foi feito pela artista Paula Richardson, em prata de lei, por US$ 2.200 (dois mil e duzentos dólares).
Todo esse processo levou quase três anos, desde a concepção até a confecção do troféu. Como resultado do atraso, o primeiro time a ser realmente premiado com o Supporters' Shield foi o LA Galaxy em 1999. Eles receberam o troféu com base na temporada regular de 1998. Tampa Bay Mutiny e D.C. United receberam placas e tiveram seus nomes gravados no troféu.

### Sistema de Pontuação e Critérios de Desempate

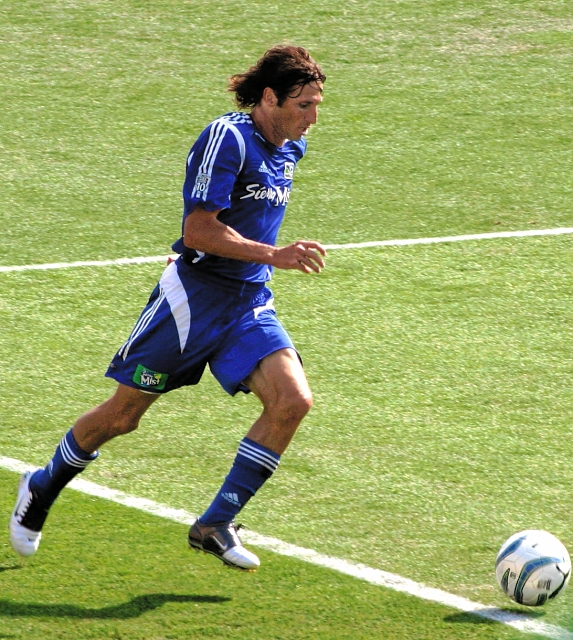
Frankie Hejduk, do Columbus Crew, fez parte de três temporadas em que o time venceu o Supporters' Shield.

Desde a temporada de 2000, o sistema de atribuição de pontos na Major League Soccer é o mesmo que o padrão internacional, três pontos por vitória, um por empate e nenhum ponto por derrota. A partir da temporada de 2014, foram impostas novas regras para desempates. No caso de empate, no total de pontos acumulados, ao fim da temporada, os seguintes critérios são usados:
1. Maior número de vitórias
2. Saldo de gols
3. Gols pró
4. Menor número de cartões
5. Gols pró como visitante
6. Saldo de gols como visitante
7. Gols pró como mandante
8. Saldo de gols como mandante
9. Cara ou coroa (dois equipes) ou sorteio (três ou mais equipes)

Durante o início até meados dos anos 2000, o Supporters' Shield recebeu pouca atenção ou reconhecimento da MLS, ou do público em geral, já que a Liga concedia vaga em torneios continentais, apenas, ao campeão e vice-campeão da MLS Cup.

### O Reconhecimento
Em fevereiro de 2006, a USSF decidiu que o vencedor do Supporters' Shield e o vencedor da MLS Cup representariam os Estados Unidos na Liga dos Campeões da CONCACAF, antiga Copa dos Campeões da CONCACAF. Se a equipe vencedora do Supporters' Shield também vencer a MLS Cup, a equipe com a segunda melhor campanha da temporada regular também se qualifica. Quando a Copa dos Campeões se tornou Liga dos Campeões da CONCACAF, a Federação de Futebol dos Estados Unidos deu ao vencedor do Supporters' Shield e ao vencedor da MLS Cup vagas diretas à fase de grupos do torneio continental.
Em sete ocasiões (1997, 1999, 2000, 2002, 2008, 2011 e 2017) o vencedor do Supporters' Shield também venceu a MLS Cup na mesma temporada. Em 2011, a Liga anunciou que o adversário do vencedor do Supporters' Shield, na fase de quartas de final dos playoffs da MLS Cup, seria a equipe classificada com menor número de pontos.

## Vencedores
| Época | Vencedor                  | Campanha | Campanha | Campanha | Campanha | Pontos / Pts. Jogo | Desempenho na MLS Cup                   | N.º Títulos | Treinador        |
| Época | Vencedor                  | Jogos    | Vitórias | VSH      | Derrotas | Pontos / Pts. Jogo | Desempenho na MLS Cup                   | N.º Títulos | Treinador        |
| ----- | ------------------------- | -------- | -------- | -------- | -------- | ------------------ | --------------------------------------- | ----------- | ---------------- |
| 1996  | Tampa Bay Mutiny          | 32       | 19       | 1        | 12       | 58 / 1.81          | Derrotado na Final de Conferência       | 1           | Thomas Rongen    |
| 1997  | D.C. United               | 32       | 17       | 4        | 11       | 55 / 1.72          | Venceu a MLS Cup                        | 1           | Bruce Arena      |
| 1998  | Los Angeles Galaxy        | 32       | 22       | 2        | 8        | 68 / 2.12          | Derrotado na Final de Conferência       | 1           | Octavio Zambrano |
| 1999  | D.C. United               | 32       | 17       | 6        | 9        | 57 / 1.78          | Venceu a MLS Cup                        | 2           | Thomas Rongen    |
| Época | Vencedor                  | Campanha | Campanha | Campanha | Campanha | Pontos / Pts. Jogo | Desempenho na MLS Cup                   | N.º Títulos | Treinador        |
| Época | Vencedor                  | Jogos    | Vitórias | Empates  | Derrotas | Pontos / Pts. Jogo | Desempenho na MLS Cup                   | N.º Títulos | Treinador        |
| 2000  | Kansas City Wizards       | 32       | 16       | 9        | 7        | 57 / 1.78          | Venceu a MLS Cup                        | 1           | Bob Gansler      |
| 2001  | Miami Fusion              | 26       | 16       | 5        | 5        | 53 / 2.04          | Derrotado nas Semifinais de Conferência | 1           | Ray Hudson       |
| 2002  | Los Angeles Galaxy        | 28       | 16       | 3        | 9        | 51 / 1.82          | Venceu a MLS Cup                        | 2           | Sigi Schmid      |
| 2003  | Chicago Fire              | 30       | 15       | 8        | 7        | 53 / 1.77          | Derrotado na MLS Cup                    | 1           | Dave Sarachan    |
| 2004  | Columbus Crew             | 30       | 12       | 13       | 5        | 49 / 1.63          | Derrotado nas Semifinais de Conferência | 1           | Greg Andrulis    |
| 2005  | San Jose Earthquakes      | 32       | 18       | 10       | 4        | 64 / 2.00          | Derrotado nas Semifinais de Conferência | 1           | Dominic Kinnear  |
| 2006  | D.C. United               | 32       | 15       | 10       | 7        | 55 / 1.72          | Derrotado na Final de Conferência       | 3           | Piotr Nowak      |
| 2007  | D.C. United               | 30       | 16       | 7        | 7        | 55 / 1.83          | Derrotado nas Semifinais de Conferência | 4           | Tom Soehn        |
| 2008  | Columbus Crew             | 30       | 17       | 6        | 7        | 57 / 1.90          | Venceu a MLS Cup                        | 2           | Sigi Schmid      |
| 2009  | Columbus Crew             | 30       | 13       | 10       | 7        | 49 / 1.63          | Derrotado nas Semifinais de Conferência | 3           | Robert Warzycha  |
| 2010  | Los Angeles Galaxy        | 30       | 18       | 5        | 7        | 59 / 1.97          | Derrotado na Final de Conferência       | 3           | Bruce Arena      |
| 2011  | Los Angeles Galaxy        | 34       | 19       | 10       | 5        | 67 / 1.97          | Venceu a MLS Cup                        | 4           | Bruce Arena      |
| 2012  | San Jose Earthquakes      | 34       | 19       | 9        | 6        | 66 / 1.94          | Derrotado nas Semifinais de Conferência | 2           | Frank Yallop     |
| 2013  | New York Red Bulls        | 34       | 17       | 8        | 9        | 59 / 1.74          | Derrotado nas Semifinais de Conferência | 1           | Mike Petke       |
| 2014  | Seattle Sounders FC       | 34       | 20       | 4        | 10       | 64 / 1.88          | Derrotado na Final de Conferência       | 1           | Sigi Schmid      |
| 2015  | New York Red Bulls        | 34       | 18       | 6        | 10       | 60 / 1.76          | Derrotado na Final de Conferência       | 2           | Jesse Marsch     |
| 2016  | FC Dallas                 | 34       | 17       | 9        | 8        | 60 / 1.76          | Derrotado nas Semifinais de Conferência | 1           | Óscar Pareja     |
| 2017  | Toronto FC                | 34       | 20       | 9        | 5        | 69 / 2.02          | Venceu a MLS Cup                        | 1           | Greg Vanney      |
| 2018  | New York Red Bulls        | 34       | 22       | 5        | 7        | 71 / 2.09          | Derrotado na Final de Conferência       | 3           | Chris Armas      |
| 2019  | Los Angeles Football Club | 34       | 21       | 4        | 9        | 72 / 2.12          | Derrotado na Final de Conferência       | 1           | Bob Bradley      |
| 2020  | Philadelphia Union        | 23       | 14       | 5        | 4        | 47 / 2.04          | Derrotado no 1º round                   | 1           | Jim Curtin       |
| 2021  | New England Revolution    | 34       | 22       | 7        | 5        | 73 / 2.15          | Derrotado nas Semifinais de Conferência | 1           | Bruce Arena      |
| 2022  | Los Angeles Football Club | 34       | 21       | 4        | 9        | 67 / 1.97          | Venceu a MLS Cup                        | 2           | Steve Cherundolo |
| 2023  | FC Cincinnati             | 34       | 20       | 5        | 9        | 69 / 2.02          | Derrotado na Final de Conferência       | 1           | Pat Noonan       |
| 2024  | Inter Miami               | 34       | 22       | 8        | 4        | 74 / 2.17          | Derrotado no 1º round                   | 1           | Gerardo Martino  |

## Maiores vencedores
- 4 vezes: DC United (1997, 1999, 2006, 2007); Los Angeles Galaxy (1998, 2002, 2010, 2011)
- 3 vezes: Columbus Crew (2004, 2008, 2009);  New York Red Bulls (2013, 2015, 2018)
- 2 vezes: San José Earthquakes (2005, 2012); Los Angeles Football Club (2019), (2022)
- 1 vez: Tampa Bay Mutiny (1996); Sporting Kansas City (2000)*; Miami Fusion (2001); Chicago Fire (2003); Seattle Sounders (2014), FC Dallas (2016), Toronto FC (2017), Philadelphia Union (2020), New England Revolution (2021), FC Cincinnati (2023), Inter Miami (2024)

*Como Kansas City Wizards

## Principais colocações da MLS Supporters' Shield
| Equipe                 | 1º lugar | 2º lugar | 3º lugar | 4º lugar |
| ---------------------- | -------- | -------- | -------- | -------- |
| LA Galaxy              | 4        | 4        | 2        | 1        |
| D.C. United            | 4        | 1        | 4        | 1        |
| Columbus Crew          | 3        | 1        | 0        | 1        |
| San José Earthquakes   | 2        | 2        | 0        | 1        |
| New York Red Bulls     | 2        | 0        | 3        | 1        |
| Los Angeles FC         | 2        | 0        | 0        | 0        |
| Sporting Kansas City*  | 1        | 4        | 0        | 2        |
| Chicago Fire           | 1        | 2        | 2        | 3        |
| FC Dallas**            | 1        | 1        | 2        | 3        |
| New England Revolution | 1        | 1        | 2        | 1        |
| Seattle Sounders FC    | 1        | 1        | 1        | 1        |
| Philadelphia Union     | 1        | 1        | 0        | 0        |
| Toronto FC             | 1        | 1        | 0        | 0        |
| Tampa Bay Mutiny       | 1        | 0        | 1        | 1        |
| Miami Fusion           | 1        | 0        | 0        | 0        |
| FC Cincinnati          | 1        | 0        | 0        | 0        |
| Inter Miami            | 1        | 0        | 0        | 0        |
| Colorado Rapids        | 0        | 2        | 1        | 1        |
| Houston Dynamo         | 0        | 1        | 3        | 0        |
| Real Salt Lake         | 0        | 1        | 1        | 2        |
| Chivas USA             | 0        | 1        | 0        | 1        |
| Montreal Impact        | 0        | 0        | 1        | 0        |
| Portland Timbers       | 0        | 0        | 1        | 0        |
| New York City FC       | 0        | 0        | 0        | 1        |
| Austin                 | 0        | 0        | 0        | 1        |
| Orlando City SC        | 0        | 1        | 0        | 1        |

*antes chamado Kansas City Wizards
**antes chamado Dallas Burn
***antes chamado MetroStars